# Cavalerie tarentine

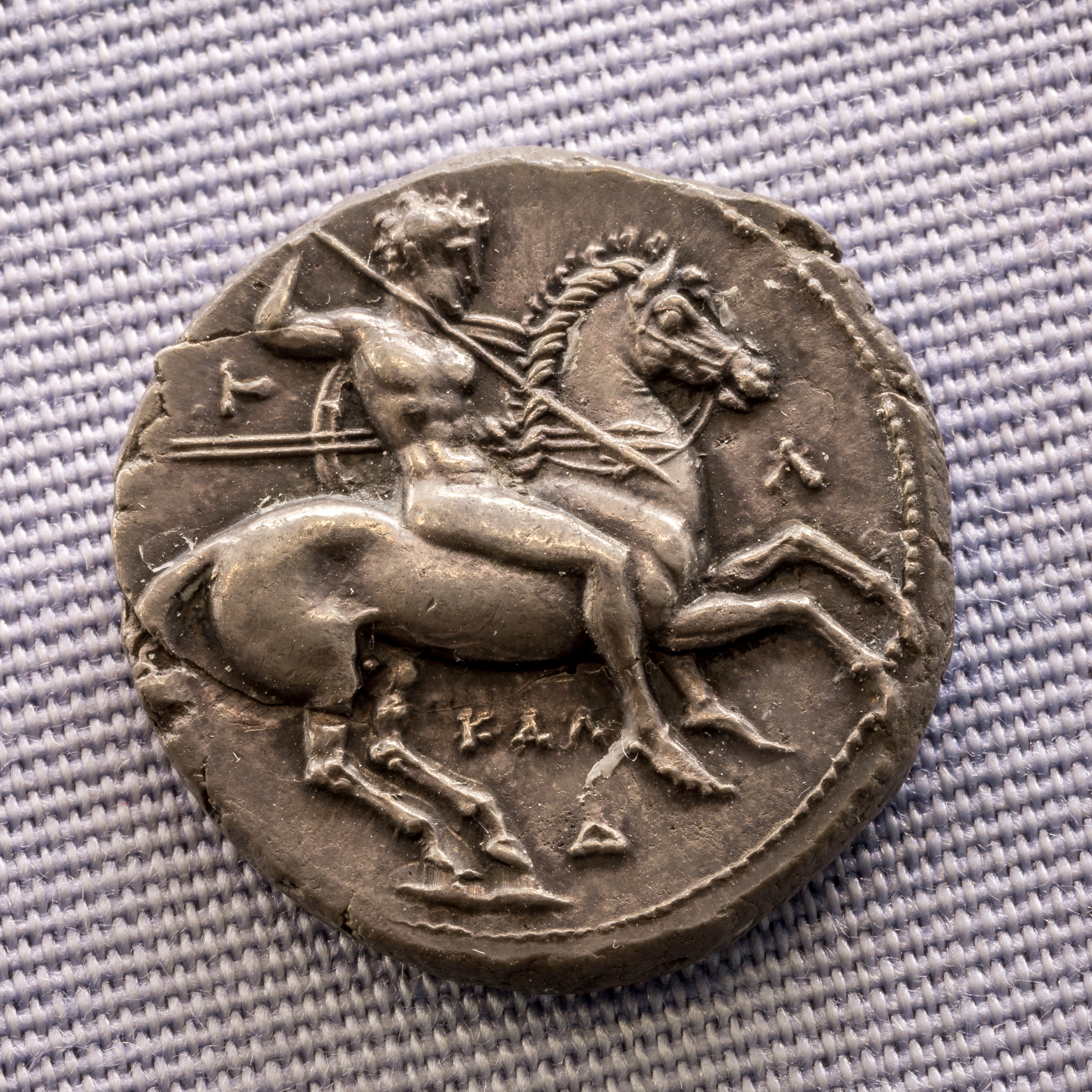
Didrachme en argent de Tarente frappée vers 344-334 av. J.-C. montrant un cavalier nu armé de javelots et d’un bouclier.

La cavalerie tarentine est initialement le nom donné aux cavaliers de la colonie de Tarente, en Grande-Grèce. Les tactiques d’escarmouche employés par ceux-ci rencontrent toutefois un tel succès que le nom devient à partir du milieu du IIe siècle av. J.-C. dans le monde hellénistique une expression générique désignant une forme de cavalerie légère dont les cavaliers sont armés de lances ou de javelots et privilégient le combat à distance et le harcèlement des forces adverses.

## Histoire
Lorsque des émigrés spartiates fondent Tarente (ou Táras) au VIIe siècle av. J.-C., ils combattent d’abord de la manière traditionnelle, c’est-à-dire principalement avec de l’infanterie lourde de type hoplitique. Ces troupes servent dans des guerres de faible envergure contre les autres colonies ainsi que contre les Iapyges, un peuple d’origine illyrienne qui s’est installé dans la région plusieurs siècles avant les Grecs. Vers 473, ces derniers remportent une victoire écrasante sur Tarente, à l’occasion de laquelle l’aristocratie tarentine est décimée. Il s’ensuit une crise politique dans la cité à la suite de laquelle Tarente adopte un régime démocratique.
La reconstitution des forces armées tarentines dans la seconde moitié du Ve siècle av. J.-C. voit un accent particulier être mis sur la cavalerie, qui représente plus de 10% des effectifs. Cependant, seul un quart semble avoir été composé de citoyens, les hipparchoi. En parallèle, la représentation de cavaliers devient une caractéristique des monnaies tarentines. Dans la première moitié du IVe siècle av. J.-C. et alors que la cité devient une grande puissance régionale, la valeur de sa cavalerie est soulignée par les auteurs grecs. Cette puissance décline toutefois dès la seconde moitié du IVe siècle av. J.-C., déclin attribué par Pyrrhus à la paresse des citoyens riches.
Cependant, alors même que la cité est en difficulté face aux Iapyges, plus de 2 000 cavaliers tarentins sont présents aux côtés d’Antigone le Borgne et l’aident à s’imposer contre Eumène de Cardia. Diodore décrit ces cavaliers comme réputés pour leurs compétences pour tendre des embuscades et pour leur loyauté. Ils se retrouvent ensuite au service du fils d’Antigone, Démétrios Poliorcète, ainsi qu’à Athènes à partir de la fin du IVe siècle av. J.-C. jusque dans les années 280. À cette date, les cavaliers tarentins ne sont plus une force au service de la cité-état, mais des mercenaires provenant de son territoire : à la bataille de Mantinée ils sont même présents dans les deux armées qui s’affrontent.
Il semble toutefois qu’à cette époque ces mercenaires soient encore pour la plupart originaire de Tarente même. Mais après la conquête de la ville par Rome en 209 et le traité d’Apamée qui interdit en 188 aux Séleucides de recruter des mercenaires dans les territoires occupés par les Romains, la ville n’est plus en mesure de fournir elle-même des cavaliers et le nom de cavalerie tarentine perd progressivement son caractère ethnique pour prendre une signification technique désignant des cavaliers armés de javelots et utilisant des tactiques de harcèlement,.